# City Hall (Londra)
La City Hall è un edificio a Southwark, Londra, che in passato è stato, tra il luglio 2002 e il dicembre 2021, la sede della Greater London Authority (GLA), che include il sindaco di Londra e la London Assembly. È stata progettata da Norman Foster e inaugurata nel luglio del 2002, due anni dopo la creazione della Greater London Authority. Si trova nel quartiere londinese di Southwark, sulla sponda meridionale del Tamigi, vicino al Tower Bridge. Nel giugno 2020, la GLA ha avviato una consultazione sulle proposte di lasciare la City Hall e trasferirsi a The Crystal, una proprietà della GLA a Newham, alla fine del 2021 . La decisione è stata confermata il 3 novembre 2020 e la GLA ha lasciato la City Hall il 2 dicembre 2021. La sede di Southwark è ora di proprietà del governo del Kuwait.

## Antefatto
Durante i primi due anni dopo la sua istituzione, la Great London Assembly aveva sede alla Romney House, nella zona di Westminster, mentre le assemblee si tenevano all'Emmanuel Centre, sempre nella stessa area.
Per realizzare City Hall ci sono voluti più o meno 65 milioni di sterline e il sito deputato all'insediamento del cantiere di lavoro corrispondeva a quello in cui, un tempo, sorgevano i poli del Porto di Londra. In realtà, l'edificio tuttora non appartiene alla GLA, che semplicemente ha firmato un contratto di affitto della validità di 25 anni.Nel giugno del 2011 il sindaco Boris Johnson ha annunciato che la struttura avrebbe preso temporaneamente il nome di London House, in occasione della XXX edizione dei Giochi Olimpici (2012), specificando che potrebbe mantenere questo soprannome anche in futuro, dopo i Giochi olimpici.

## Luogo
L'edificio si trova lungo il corso del Tamigi nel distretto di Southwark e fa parte di una nuova area dal nome More London, rifornita di negozi e vari uffici.

### Trasporto
La stazione della metropolitana e quella ferroviaria più vicine sono quelle di London Bridge.